# Liste der Treffen zwischen führenden Repräsentanten der DDR und der Bundesrepublik Deutschland

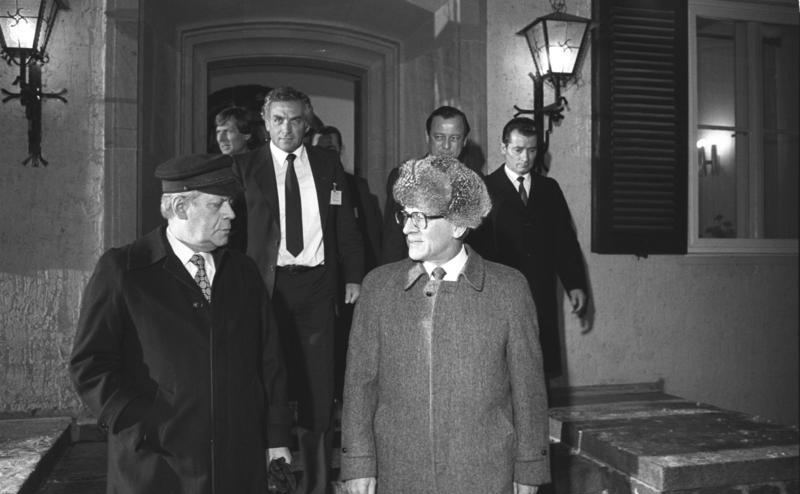
Helmut Schmidt und Erich Honecker, 1981

Diese Liste enthält die Begegnungen zwischen führenden Repräsentanten der DDR und der Bundesrepublik Deutschland von 1970 bis 1990.

## Treffen mit Bundespräsidenten und Bundeskanzlern
- 19. März 1970 Besuch von Bundeskanzler Willy Brandt in Erfurt. Erster offizieller Besuch eines deutschen Bundeskanzlers in der DDR. „Willy, Willy“-Rufe von vielen Bürgern vor seinem Hotelfenster
- 21. Mai 1970 Besuch von Ministerpräsident Willi Stoph in Kassel als Gegenbesuch
- 30. Juli 1975 Begegnung zwischen dem Staatsratsvorsitzenden Erich Honecker und Bundeskanzler Helmut Schmidt während der KSZE-Konferenz in Helsinki[1]
- 8. Mai 1980 Begegnung zwischen Erich Honecker und Helmut Schmidt während der Begräbnisfeierlichkeiten für den jugoslawischen Staatspräsidenten Josip Broz Tito in Belgrad[2][3]
- 11.–13. Dezember 1981 Besuch von Bundeskanzler Helmut Schmidt in der DDR, am Werbellinsee und in Güstrow

- 14. November 1982 Begegnung zwischen Erich Honecker und Bundespräsident Karl Carstens während der Begräbnisfeierlichkeiten für den sowjetischen Staats- und Parteichef Leonid Breschnew in Moskau
- 13. Februar 1984 Begegnung zwischen Erich Honecker und Bundeskanzler Helmut Kohl während der Begräbnisfeierlichkeiten für den sowjetischen Staats- und Parteichef Juri Andropow in Moskau

- März 1985 Begegnung zwischen Erich Honecker und Helmut Kohl während der Begräbnisfeierlichkeiten für den sowjetischen Staats- und Parteichef Konstantin Tschernenko in Moskau
- 19.–22. Februar 1986 Besuch von Volkskammerpräsident Horst Sindermann in der Bundesrepublik
- 7.–11. September 1987 Besuch des Staatsratsvorsitzenden Erich Honecker in der Bundesrepublik
- 19. Dezember 1989 Reise von Bundeskanzler Helmut Kohl nach Dresden und Begegnung mit Ministerpräsident Hans Modrow
- 1.–7. Februar 1990 Gespräche zwischen Helmut Kohl und Hans Modrow während des Weltwirtschaftstreffens in Davos[4]
- 13. Februar 1990 Besuch von Hans Modrow zu Gesprächen mit Helmut Kohl in Bonn[5]
- 24. April 1990 Antrittsbesuch von Ministerpräsident Lothar de Maizière in Bonn
- 23. Mai 1990 Antrittsbesuch der Volkskammerpräsidentin Sabine Bergmann-Pohl bei Bundespräsident Richard von Weizsäcker in Bonn
- 2.–3. Oktober 1990 Feierlichkeiten zur Deutschen Einheit in Berlin, mit führenden Politikern der DDR und der Bundesrepublik Deutschland

## Treffen mit Regierenden Bürgermeistern von Berlin (West)
Die DDR achtete sehr darauf, die politische Eigenständigkeit West-Berlins und dessen formale Trennung von der Bundesrepublik Deutschland einzuhalten. Die Regierenden Bürgermeister mieden dagegen zunächst die offiziellen Regierungssitze in Ost-Berlin, da dieses ihrer Meinung nach ebenfalls nicht zur DDR gehören durfte.
- 4. Mai 1983 Begegnung zwischen Volkskammerpräsident Horst Sindermann und dem Regierenden Bürgermeister Richard von Weizsäcker während der Feierlichkeiten zum Luther-Jahr in Eisenach
- 15. September 1983 Besuch des Regierungen Bürgermeisters Richard von Weizsäcker bei Erich Honecker in Schloss Niederschönhausen

- 16. März 1986 Begegnung zwischen Erich Honecker und Eberhard Diepgen während der Leipziger Messe
- 15. März 1987 Begegnung zwischen Erich Honecker und Eberhard Diepgen während der Leipziger Messe
- 11. Februar 1988 Besuch von Eberhard Diepgen bei Erich Honecker in Schloss Niederschönhausen[6]
- 13. März 1988 Begegnung zwischen Erich Honecker und Eberhard Diepgen während der Leipziger Messe
- 19. Juni 1989 Besuch von Walter Momper bei Erich Honecker in Ost-Berlin